# Zwerchfellhochstand
Als Zwerchfellhochstand wird eine abnorme Vorwölbung des Zwerchfells in den Brustkorb bezeichnet. Dieser kann beidseitig (bilateral) oder einseitig (unilateral) auftreten.

## Diagnose, Behandlung
Häufiger tritt der Zwerchfellhochstand einseitig auf und ist bei ca. 50 % der Betroffenen in der Regel asymptomatisch. Ursachen für einen einseitigen Zwerchfellhochstand können z. B. Zwerchfelllähmung, abdominelle Adipositas, Traumata, Erkrankungen der Lunge, Lebervergrößerung, Milzvergrößerung oder Tumorerkrankungen sein.
Die Diagnose wird meist anhand des Röntgenbilds des Brustkorbs gestellt.
Bei ausgewählten Patienten mit Beschwerden kann eine minimalinvasive Zwerchfellraffung in spezialisierten Zentren angeboten werden.